# US Open 2010
Die 130. US Open fanden vom 30. August bis zum 13. September 2010 im USTA Billie Jean King National Tennis Center im Flushing-Meadows-Park in New York, USA statt.
Titelverteidiger im Einzel waren Juan Martín del Potro bei den Herren sowie Kim Clijsters bei den Damen. Im Herrendoppel waren Lukáš Dlouhý und Leander Paes, im Damendoppel die Schwestern Serena und Venus Williams die Titelverteidiger. Carly Gullickson und Travis Parrott waren die Titelverteidiger im Mixed.

## Herreneinzel
Setzliste
| Nr. | Spieler           | Erreichte Runde |
| --- | ----------------- | --------------- |
| 01. | Rafael Nadal      | Sieg            |
| 02. | Roger Federer     | Halbfinale      |
| 03. | Novak Đoković     | Finale          |
| 04. | Andy Murray       | 3. Runde        |
| 05. | Robin Söderling   | Viertelfinale   |
| 06. | Nikolai Dawydenko | 2. Runde        |
| 07. | Tomáš Berdych     | 1. Runde        |
| 08. | Fernando Verdasco | Viertelfinale   |
| 09. | Andy Roddick      | 2. Runde        |
| 10. | David Ferrer      | Achtelfinale    |
| 11. | Marin Čilić       | 2. Runde        |
| 12. | Michail Juschny   | Halbfinale      |
| 13. | Jürgen Melzer     | Achtelfinale    |
| 14. | Nicolás Almagro   | 3. Runde        |
| 15. | Ivan Ljubičić     | 1. Runde        |
| 16. | Marcos Baghdatis  | 1. Runde        |

| Nr. | Spieler               | Erreichte Runde |
| --- | --------------------- | --------------- |
| 17. | Gaël Monfils          | Viertelfinale   |
| 18. | John Isner            | 3. Runde        |
| 19. | Mardy Fish            | Achtelfinale    |
| 20. | Sam Querrey           | Achtelfinale    |
| 21. | Albert Montañés       | Achtelfinale    |
| 22. | Juan Carlos Ferrero   | 3. Runde        |
| 23. | Feliciano López       | Achtelfinale    |
| 24. | Ernests Gulbis        | 1. Runde        |
| 25. | Stanislas Wawrinka    | Viertelfinale   |
| 26. | Thomaz Bellucci       | 2. Runde        |
| 27. | Fernando González     | 1. Runde        |
| 28. | Radek Štěpánek        | 1. Runde        |
| 29. | Philipp Kohlschreiber | 2. Runde        |
| 30. | Juan Mónaco           | 1. Runde        |
| 31. | David Nalbandian      | 3. Runde        |
| 32. | Lleyton Hewitt        | 1. Runde        |

## Dameneinzel
Setzliste
| Nr. | Spielerin           | Erreichte Runde |
| --- | ------------------- | --------------- |
| 01. | Caroline Wozniacki  | Halbfinale      |
| 02. | Kim Clijsters       | Sieg            |
| 03. | Venus Williams      | Halbfinale      |
| 04. | Jelena Janković     | 3. Runde        |
| 05. | Samantha Stosur     | Viertelfinale   |
| 06. | Francesca Schiavone | Viertelfinale   |
| 07. | Wera Swonarjowa     | Finale          |
| 08. | Li Na               | 1. Runde        |
| 09. | Agnieszka Radwańska | 2. Runde        |
| 10. | Wiktoryja Asaranka  | 2. Runde        |
| 11. | Swetlana Kusnezowa  | Achtelfinale    |
| 12. | Jelena Dementjewa   | Achtelfinale    |
| 13. | Marion Bartoli      | 2. Runde        |
| 14. | Marija Scharapowa   | Achtelfinale    |
| 15. | Yanina Wickmayer    | Achtelfinale    |
| 16. | Shahar Peer         | Achtelfinale    |

| Nr. | Spielerin                    | Erreichte Runde |
| --- | ---------------------------- | --------------- |
| 17. | Nadja Petrowa                | 1. Runde        |
| 18. | Aravane Rezaï                | 2. Runde        |
| 19. | Flavia Pennetta              | 3. Runde        |
| 20. | Anastassija Pawljutschenkowa | Achtelfinale    |
| 21. | Zheng Jie                    | 2. Runde        |
| 22. | María José Martínez Sánchez  | 2. Runde        |
| 23. | Marija Kirilenko             | 3. Runde        |
| 24. | Daniela Hantuchová           | 3. Runde        |
| 25. | Alexandra Dulgheru           | 3. Runde        |
| 26. | Lucie Šafářová               | 1. Runde        |
| 27. | Petra Kvitová                | 3. Runde        |
| 28. | Alissa Kleibanowa            | 2. Runde        |
| 29. | Aljona Bondarenko            | 3. Runde        |
| 30. | Jaroslawa Schwedowa          | 1. Runde        |
| 31. | Kaia Kanepi                  | Viertelfinale   |
| 32. | Zwetana Pironkowa            | 2. Runde        |

## Herrendoppel
Setzliste
| Nr. | Paarung                          | Erreichte Runde |
| --- | -------------------------------- | --------------- |
| 01. | Bob Bryan Mike Bryan             | Sieg            |
| 02. | Daniel Nestor Nenad Zimonjić     | Achtelfinale    |
| 03. | Lukáš Dlouhý Leander Paes        | 1. Runde        |
| 04. | Mahesh Bhupathi Maks Mirny       | 2. Runde        |
| 05. | Łukasz Kubot Oliver Marach       | Viertelfinale   |
| 06. | František Čermák Michal Mertiňák | 1. Runde        |
| 07. | Jürgen Melzer Philipp Petzschner | 1. Runde        |
| 08. | Julian Knowle Andy Ram           | 1. Runde        |

| Nr. | Paarung                              | Erreichte Runde |
| --- | ------------------------------------ | --------------- |
| 09. | Mariusz Fyrstenberg Marcin Matkowski | Viertelfinale   |
| 10. | Wesley Moodie Dick Norman            | Viertelfinale   |
| 11. | Julien Benneteau Michaël Llodra      | 2. Runde        |
| 12. | Marcel Granollers Tommy Robredo      | Halbfinale      |
| 13. | Robert Lindstedt Horia Tecău         | Achtelfinale    |
| 14. | Simon Aspelin Paul Hanley            | Viertelfinale   |
| 15. | Mardy Fish Mark Knowles              | Achtelfinale    |
| 16. | Rohan Bopanna Aisam-ul-Haq Qureshi   | Finale          |

## Damendoppel
Setzliste
| Nr. | Paarung                                            | Erreichte Runde |
| --- | -------------------------------------------------- | --------------- |
| 01. | Gisela Dulko Flavia Pennetta                       | Viertelfinale   |
| 02. | Liezel Huber Nadja Petrowa                         | Finale          |
| 03. | Nuria Llagostera Vives María José Martínez Sánchez | 1. Runde        |
| 04. | Květa Peschke Katarina Srebotnik                   | Achtelfinale    |
| 05. | Lisa Raymond Rennae Stubbs                         | Viertelfinale   |
| 06. | Vania King Jaroslawa Schwedowa                     | Sieg            |
| 07. | Chan Yung-jan Zheng Jie                            | Halbfinale      |
| 08. | Anabel Medina Garrigues Yan Zi                     | 2. Runde        |

| Nr. | Paarung                                   | Erreichte Runde |
| --- | ----------------------------------------- | --------------- |
| 09. | Cara Black Anastasia Rodionova            | Halbfinale      |
| 10. | Marija Kirilenko Agnieszka Radwańska      | Achtelfinale    |
| 11. | Alissa Kleibanowa Jekaterina Makarowa     | 2. Runde        |
| 12. | Iveta Benešová Barbora Záhlavová-Strýcová | Achtelfinale    |
| 13. | Monica Niculescu Shahar Peer              | Achtelfinale    |
| 14. | Jelena Wesnina Wera Swonarjowa            | Viertelfinale   |
| 15. | Bethanie Mattek-Sands Meghann Shaughnessy | Viertelfinale   |
| 16. | Su-wei Hsieh Shuai Peng                   | 2. Runde        |

## Mixed
Setzliste
| Nr. | Paarung                             | Erreichte Runde |
| --- | ----------------------------------- | --------------- |
| 01. | Liezel Huber Bob Bryan              | Sieg            |
| 02. | Cara Black Leander Paes             | Viertelfinale   |
| 03. | Katarina Srebotnik Nenad Zimonjić   | Achtelfinale    |
| 04. | Bethanie Mattek-Sands Daniel Nestor | Halbfinale      |

| Nr. | Paarung                    | Erreichte Runde |
| --- | -------------------------- | --------------- |
| 05. | Rennae Stubbs Dick Norman  | 1. Runde        |
| 06. | Jelena Wesnina Andy Ram    | Achtelfinale    |
| 07. | Lisa Raymond Wesley Moodie | Viertelfinale   |
| 08. | Vania King Horia Tecău     | 1. Runde        |

## Junioreneinzel
Setzliste
| Nr. | Spieler              | Erreichte Runde |
| --- | -------------------- | --------------- |
| 01. | Juan Sebastián Gómez | 1. Runde        |
| 02. | Márton Fucsovics     | Halbfinale      |
| 03. | Tiago Fernandes      | Achtelfinale    |
| 04. | Jiří Veselý          | Viertelfinale   |
| 05. | Damir Džumhur        | Achtelfinale    |
| 06. | Jason Kubler         | 1. Runde        |
| 07. | Duilio Beretta       | 2. Runde        |
| 08. | Agustín Velotti      | Halbfinale      |

| Nr. | Spieler         | Erreichte Runde |
| --- | --------------- | --------------- |
| 09. | James Duckworth | 1. Runde        |
| 10. | Denis Kudla     | Finale          |
| 11. | Renzo Olivo     | 1. Runde        |
| 12. | Máté Zsiga      | 1. Runde        |
| 13. | Wiktor Baluda   | Viertelfinale   |
| 14. | Dominic Thiem   | 1. Runde        |
| 15. | Roberto Quiroz  | 1. Runde        |
| 16. | Mitchell Frank  | Achtelfinale    |

## Juniorinneneinzel
Setzliste
| Nr. | Spielerin           | Erreichte Runde |
| --- | ------------------- | --------------- |
| 01. | Darja Gawrilowa     | Sieg            |
| 02. | Tímea Babos         | 2. Runde        |
| 03. | Irina Chromatschowa | 2. Runde        |
| 04. | Elina Switolina     | Achtelfinale    |
| 05. | Mónica Puig         | Viertelfinale   |
| 06. | Karolína Plíšková   | Viertelfinale   |
| 07. | Kristýna Plíšková   | 2. Runde        |
| 08. | Laura Robson        | Achtelfinale    |

| Nr. | Spielerin               | Erreichte Runde |
| --- | ----------------------- | --------------- |
| 09. | Gabriela Dabrowski      | Achtelfinale    |
| 10. | Jana Čepelová           | 2. Runde        |
| 11. | An-Sophie Mestach       | 1. Runde        |
| 12. | Zheng Saisai            | 1. Runde        |
| 13. | Tang Haochen            | Achtelfinale    |
| 14. |                         |                 |
| 15. | Sloane Stephens         | Halbfinale      |
| 16. | María Teresa Torró Flor | 1. Runde        |

## Juniorendoppel
Setzliste
| Nr. | Paarung                       | Erreichte Runde |
| --- | ----------------------------- | --------------- |
| 01. | Márton Fucsovics Máté Zsiga   | Achtelfinale    |
| 02. | Renzo Olivo Agustín Velotti   | 1. Runde        |
| 03. | Duilio Beretta Roberto Quiroz | Sieg            |
| 04. | Oliver Golding Jiří Veselý    | Finale          |

| Nr. | Paarung                                | Erreichte Runde |
| --- | -------------------------------------- | --------------- |
| 05. | Juan Sebastián Gómez Yasutaka Uchiyama | 1. Runde        |
| 06. | Damir Džumhur Mate Pavić               | Viertelfinale   |
| 07. | Denis Kudla Raymond Sarmiento          | 1. Runde        |
| 08. | Huang Liang-chi Ouyang Bowen           | Achtelfinale    |

## Juniorinnendoppel
Setzliste
| Nr. | Paarung                             | Erreichte Runde |
| --- | ----------------------------------- | --------------- |
| 01. | Darja Gawrilowa Irina Chromatschowa | Halbfinale      |
| 02. | Karolína Plíšková Kristýna Plíšková | 1. Runde        |
| 03. | Tímea Babos Sloane Stephens         | Sieg            |
| 04. | Caroline Garcia Mónica Puig         | 1. Runde        |

| Nr. | Paarung                             | Erreichte Runde |
| --- | ----------------------------------- | --------------- |
| 05. | Jana Čepelová Chantal Škamlová      | Viertelfinale   |
| 06. | Verónica Cepede Royg Cristina Dinu  | Achtelfinale    |
| 07. | Ons Jabeur Julija Putinzewa         | Viertelfinale   |
| 08. | Eugenie Bouchard Gabriela Dabrowski | Achtelfinale    |

## Herreneinzel-Rollstuhl
Setzliste
| Nr. | Spieler          | Erreichte Runde |
| --- | ---------------- | --------------- |
| 01. | Shingo Kunieda   | Sieg            |
| 02. | Maikel Scheffers | Halbfinale      |

## Dameneinzel-Rollstuhl
Setzliste
| Nr. | Spielerin       | Erreichte Runde |
| --- | --------------- | --------------- |
| 01. | Esther Vergeer  | Sieg            |
| 02. | Sharon Walraven | Halbfinale      |

## Herrendoppel-Rollstuhl
Setzliste
| Nr. | Paarung                        | Erreichte Runde |
| --- | ------------------------------ | --------------- |
| 01. | Robin Ammerlaan Shingo Kunieda | Halbfinale      |
| 02. | Stéphane Houdet Stefan Olsson  | Halbfinale      |

## Damendoppel-Rollstuhl
Setzliste
| Nr. | Paarung                        | Erreichte Runde |
| --- | ------------------------------ | --------------- |
| 01. | Daniela Di Toro Aniek van Koot | Finale          |
| 02. | Esther Vergeer Sharon Walraven | Sieg            |